# Montongsekar
Montongsekar is een bestuurslaag in het regentschap Tuban van de provincie Oost-Java, Indonesië. Montongsekar telt 4708 inwoners (volkstelling 2010).